# Pavel Schmidt
Pavel Schmidt (9 de febrero de 1930-14 de agosto de 2001) fue un deportista checoslovaco que compitió en remo.
Participó en los Juegos Olímpicos de Roma 1960, obteniendo una medalla de oro en la prueba de doble scull. Ganó dos medallas en el Campeonato Europeo de Remo, plata en 1959 y bronce en 1961.

## Palmarés internacional
| Juegos Olímpicos   | Juegos Olímpicos       | Juegos Olímpicos  | Juegos Olímpicos |
| Año                | Lugar                  | Medalla           | Prueba           |
| ------------------ | ---------------------- | ----------------- | ---------------- |
| 1960               | Roma (Italia)          | Medalla de oro    | Doble scull      |
| Campeonato Europeo |                        |                   |                  |
| Año                | Lugar                  | Medalla           | Prueba           |
| 1959               | Mâcon (Francia)        | Medalla de plata  | Doble scull      |
| 1961               | Praga (Checoslovaquia) | Medalla de bronce | Doble scull      |